# 古平漁港
古平漁港（ふるびらぎょこう）は、北海道古平郡古平町にある漁港。積丹半島の東側中央部に位置している。

## 施設
漁港内には「東しゃこたん漁業協同組合」の関連施設（事務所、地方卸売市場、直売所など）がある。

## 沿革
- 1930年（昭和05年）：工事着手。

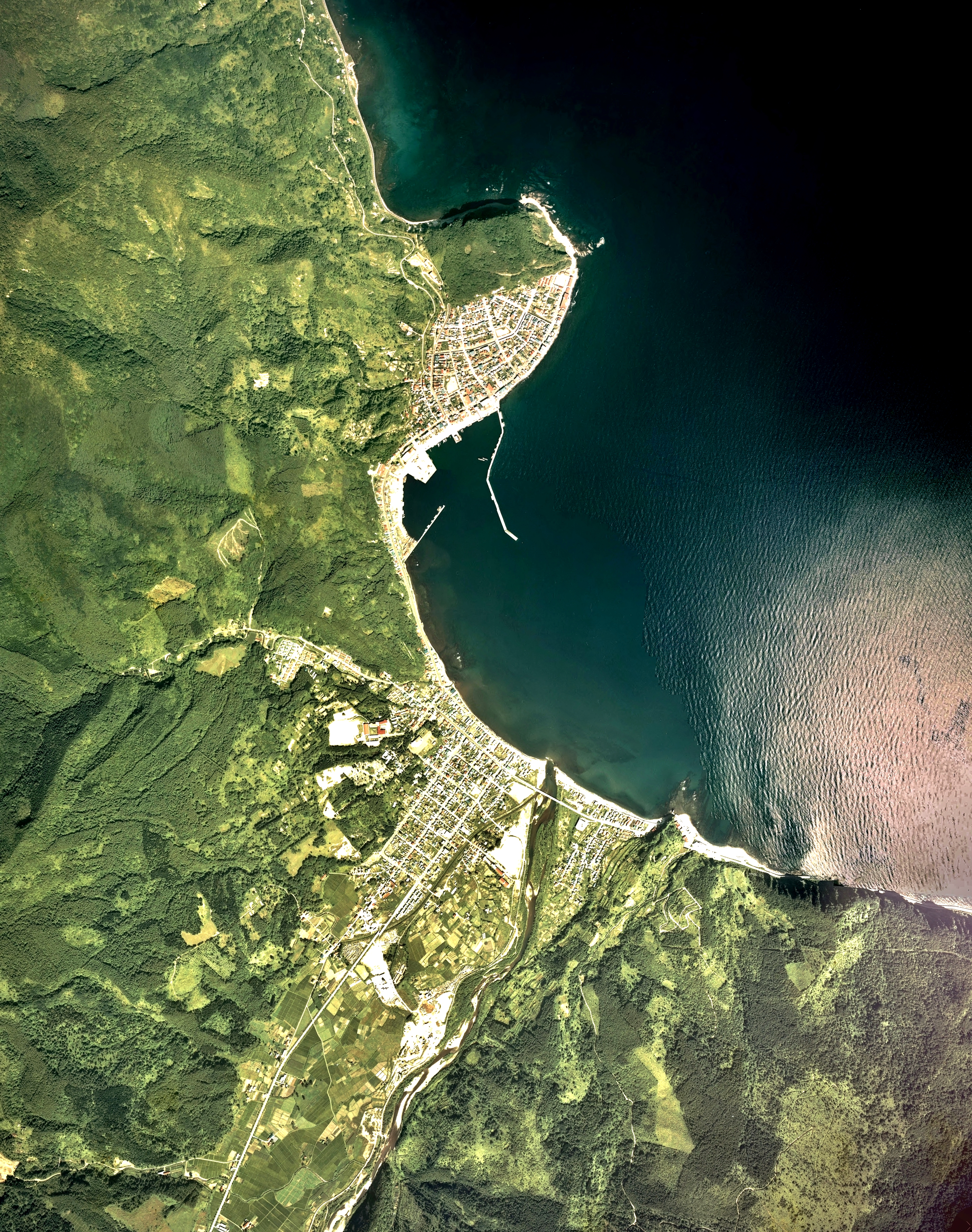
古平町中心部の空中写真（1976年（昭和51年）撮影の4枚を合成作成）。。

- 1951年（昭和26年）：「第3種漁港」指定[1]。
- 2001年（平成13年）：防風雪施設完成[4]。
- 2007年（平成19年）：「古平地域マリンビジョン計画」策定[5]。

## 主な水産物
- スケトウダラ
- ホッケ
- カレイ
- タコ
- エビ
- ウニ
- アワビ